# ハラダ
ハラダ（1976年11月8日 - ）は、吉本興業所属のお笑い芸人。お笑いコンビ「ファミリーレストラン」（旧名・ジャンクション）のボケ担当。本名、原田 良也（はらだ りょうや）。立ち位置は向かって左。相方はしもばやし。大阪NSC18期生。既婚。

## 人物
- 京都府京都市太秦生まれ。高校2年まで太秦で育ち、嵐山嵯峨野に引越す。太秦小学校、立命館中学校・高等学校卒業。立命館大学産業社会学部人間文化コース中退。一人っ子のA型。大津市在住。169cm、58kg（2024年1月現在）
- 天津の天津飯大郎に、「原田さんがbaseで一番オタクの素質がある」と言われてしまう 。
- ナイーブな性格である。一人ぼっちでさみしい時は、架空のもう1人の自分をつくり出して会話している。
- 志村喬によく似ている。
- 2019年、江州の女性と結婚。
- 猫とウサギを飼っている。
- 赤のベンツに乗っていた。
- 持ちギャグは「いらっしゃっせ～」「なめてる～?」「警察呼びますよ～」「法廷に持ち込みますよ～」「UFO呼びますよ～」「そうきますか～」「この角度で攻めてきますか～」「ぎゃー」など。普通の言葉をただ単に大きい声で言うだけである。
- 「しゃっせ～」はbase流行ギャグ大賞にも選ばれている。それを下林が悔しがっていた。
- くるりのボーカル岸田繁と立命館中学から大学まで同級生だった。ラジオで「ライバルはくるり」と発言もしたことがある。また、相方の下林、くるりのベースギター佐藤征史とも高校から大学まで同級生だった。中学、高校ではスキー部に所属。中学の時に、2ヵ月位バレーボール部に入っていて、サーブでホールディングをとられ、みんな苦笑だった。
- 親に上品にしろといわれ、小4まで女言葉を使っていた。小1から小4まで母親の友達にピアノを習っていた。
- 女子とばかり遊んでいたので正しいボールの投げ方が分からず変な投げ方になり、男子に笑われた。
- 以前ものすごく好きな人が出来て、どうしても付き合いたいあまり5万円もする時計をプレゼントした。しかしいきなりの高価すぎるプレゼントに彼女が引いてしまい、振られた。
- 先輩には可愛がられるタイプで遊ぶときも先輩とのほうが多いらしい。
- 昔付き合っていた彼女がチュートリアル徳井に乗り換えた事がある。
- 以前ぼっけぇTVのトーク強化合宿にて、ダイアン津田の「ソフト下ネタ」というテーマのトークでダイヤルQ2という言葉が出た際、オチ以前にその言葉に笑ってしまい、「永遠の中学生」と言われていた。
- サバンナの高橋茂雄率いるシゲオボーイズの一員。高橋曰くランクがあり、街中で顔が指されるAランクなどあるのだが原田は、サテライトというよくわからないランクをつけられてしまった。
- Twitter上でいろんな芸人をプロ野球選手名鑑風に置き換えて表現する「プロ芸人選手名鑑」が注目され、2012年1月16日に書籍化した。初版の7000冊が6000冊売れた時点で6000冊増刷したが、2013年1月現在5000冊売れ残っている。野球の知識はすごいが、野球は全くできない。
- 大の巨人ファン。少女時代 (音楽グループ)のテヨンのファン。愛車はベンツ。
- 父親はデザイナー（元社長）。祖父は漁師。
- 大学を3単位取って3回生で中退。
- 鼻ピアスをしていた高1の時、王将四条大宮店でアルバイトしていた。
- 飲食店でよく怒っている。例えば、店員「タレは2種類あります。どちらになさいますか？」ハラダ「両方」店員「どちらかでお願いします」ハラダ「両方でけへんのか？何でや？気分よく食いたいんや！別料金でもでけへんのか？」ととても怒る。
- 現在、FM滋賀の「radiomax」で、「大津のモーツァルト、ハラダロー先生のハラオケ教室」で滋賀県民に支持を得ている。

## 単発出演

### テレビ番組
- 美女裁判（朝日放送）
- ごきげん!ブランニュ（朝日放送、2009年5月19日）
- 芸人報道（日本テレビ）
- オンエアバトル

### 映画
- デリバリー？（監督吉田敬） - 主演

## 書籍
- ファミリーレストラン・ハラダのプロ芸人選手名鑑（ISBN 4847090454、2012年1月16日）初版7000冊、増刷6000冊